# Leptotarsus (Longurio) minusculoides
Leptotarsus (Longurio) minusculoides is een tweevleugelige uit de familie langpootmuggen (Tipulidae). De soort komt voor in het Afrotropisch gebied.